# 苏黎世圣彼得教堂

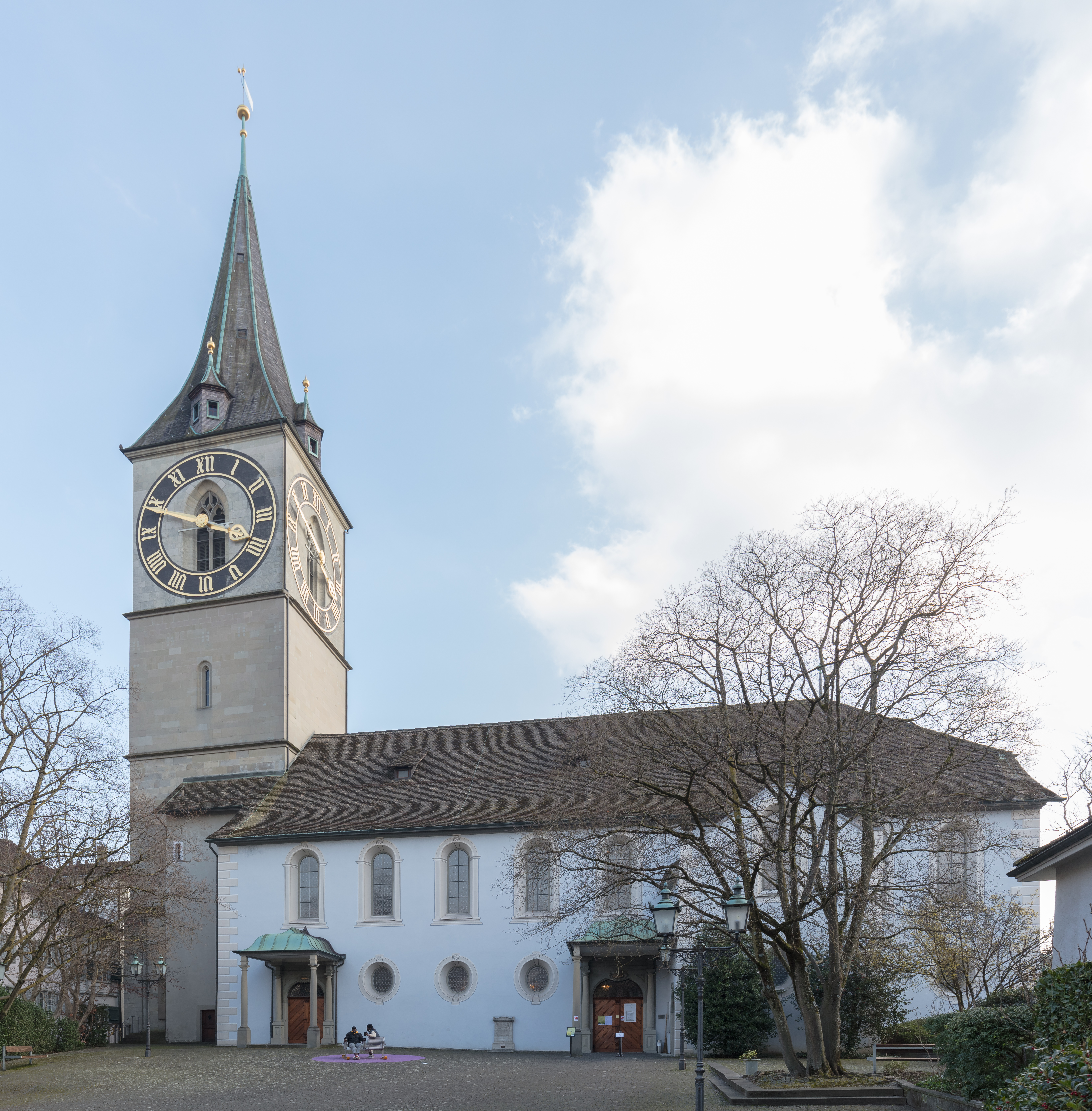
钟楼

苏黎世圣彼得教堂是瑞士苏黎世老城的4座主要教堂之一，另外三座是苏黎世大教堂、苏黎世圣母大教堂和普雷迪格教堂 。
教堂毗邻Lindenhof 山，昔日罗马城堡的地点，兴建在朱庇特神庙的遗址上. 8或者9世纪的早期教堂为10 乘 7 米大小，大约1000年前后改建为罗曼式教堂，1230年改为后期罗曼式，1460年重建为哥特式教堂。
在瑞士宗教改革之前，圣彼得教堂是该市唯一的本堂区教堂，其余的都附属于修道院。现存建筑奉献于1706年，是新教主宰时期的第一座教堂。修复工作完成于1970-1975年。尖塔的钟面直径8.7米，是欧洲最大的教堂钟面。
教堂的尖塔属于苏黎世市，而中殿属于瑞士归正会的圣彼得堂区。